# Necrópolis de Monterozzi
La necrópolis de Monterozzi (en italiano, necropoli dei Monterozzi) es una necrópolis etrusca, ubicada cerca de la ciudad de Tarquinia en Italia. Ha sido inscrita en la lista de Patrimonio de la Humanidad por la Unesco en 2004. junto con la necrópolis de la Banditaccia.

## Descripción
El sitio tiene unas 6.000 tumbas cavadas en la roca, de las cuales se conocen 200 pintadas (es decir, el 3%, de los cuales 50 pueden ser visitadas). Las más antiguas de ellas se remontan al siglo VII a. C. En su mayoría, son tumbas de una cámara (bóveda a dos puentes y el borde simulado en terracota a dos aguas pintado, con una sola habitación para una pareja).
La calidad de los frescos ofrece información sobre los ritos etruscos, pero también sobre la pintura griega, casi completamente desaparecida en el mundo. La mayor parte de estas tumbas han sido descubiertas y excavadas en el siglo XVIII después de haber sido saqueadas y degradadas en gran medida por los tombaroli.
Muchos de los artefactos hallados en la necrópolis se conservan en el Museo Arqueológico Nacional de Tarquinia y en muchos otros museos del mundo. Las pinturas y decoraciones murales de la Tumba del Barón, descubierta en 1827, se reprodujeron años después en las paredes del llamado Gabinete Etrusco, ubicado en el Castillo Real de Racconigi.
Las últimas excavaciones del siglo XIX se remontan a 1894 y recién fueron reanudadas en 1958 con la invención del periscopio Nistri, ejecutado por la Fundación Carlo Maurilio Lerici, ingeniero milanés, que permitió revisar la presencia de frescos antes de emprender los trabajos.
Si bien es posible admirar los frescos in situ en sus tumbas, los objetos que ellas contenían son conservadas localmente, en parte en el Museo Arqueológico Nacional de Tarquinia, así como algunos frescos significativos retirados y transferidos a reconstrucciones de tumbas (Tumba del navío, Tumba de Triclinio, Tumba del Carro, Tumba de los leopardos, Tumba de las Olimpiadas).

## Tumbas más importantes

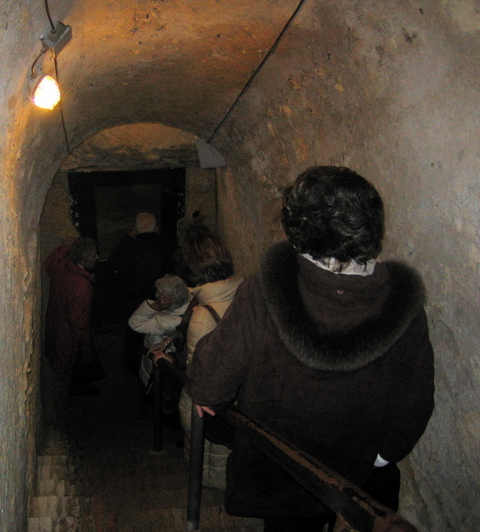
Escalera de ingreso a una tumba.

- Tumba del guerrero
- Tumba de la caza y de la pesca
- Tumba de las leonas
- Tumba de los augurios
- Tumba los malabaristas
- Tumba de los leopardos
- Tumba de las guirnaldas
- Tumba del barón
- Tumba del orco
- Tumba de los escudos
- Tumba de Triclinio
- Tumba del lecho fúnebre
- Tumba de la nave
- Tumba de la flagelación
- Tumba de las olimpiadas
- Tumba de los Toros
- Tumba de la doncella
- Tumba de los carontes
- Tumba Cardarelli
- Tumba de los bacantes
- Tumba del tifón

## Galería

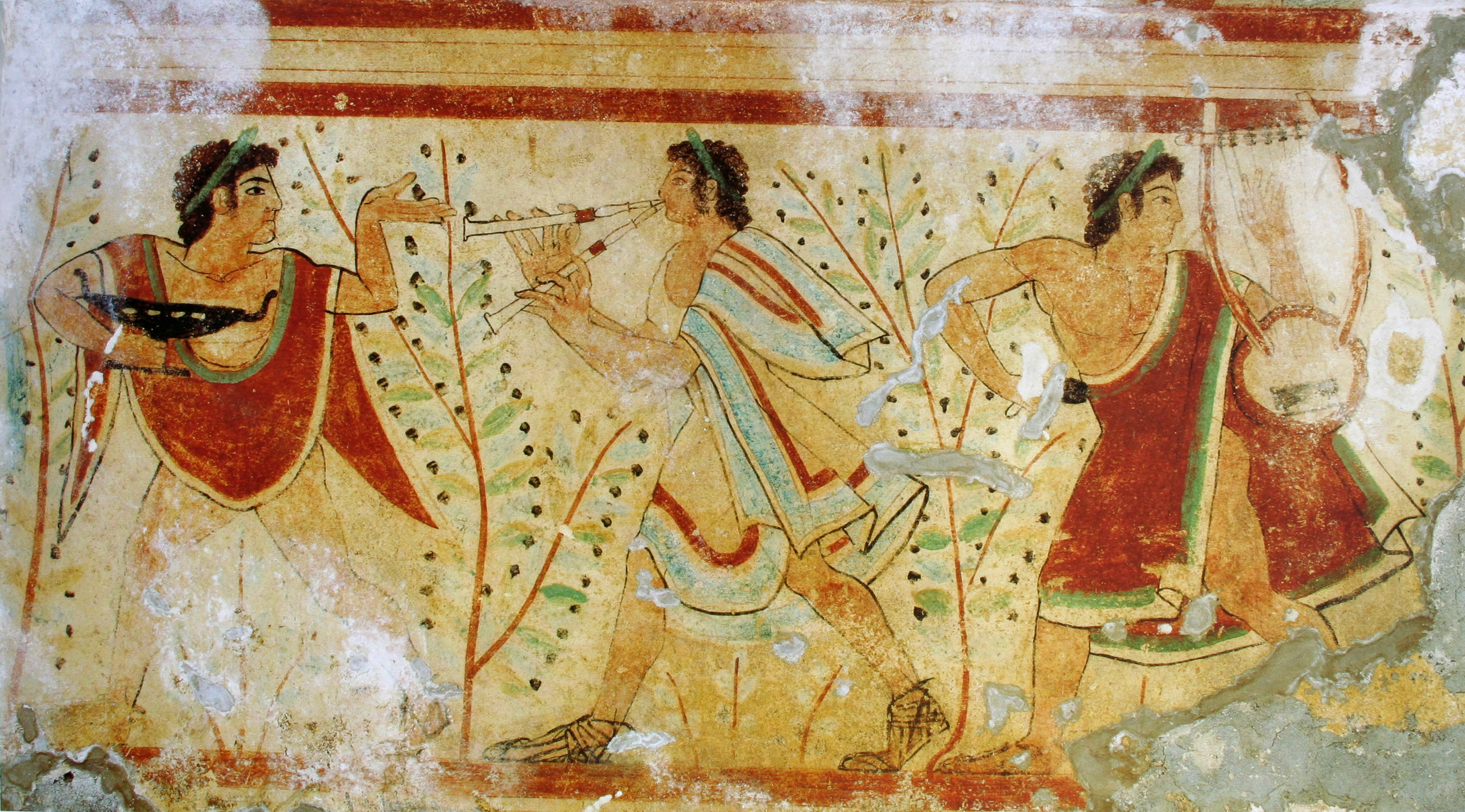
Los jugadores, un fresco de la Tumba de los Leopardos.
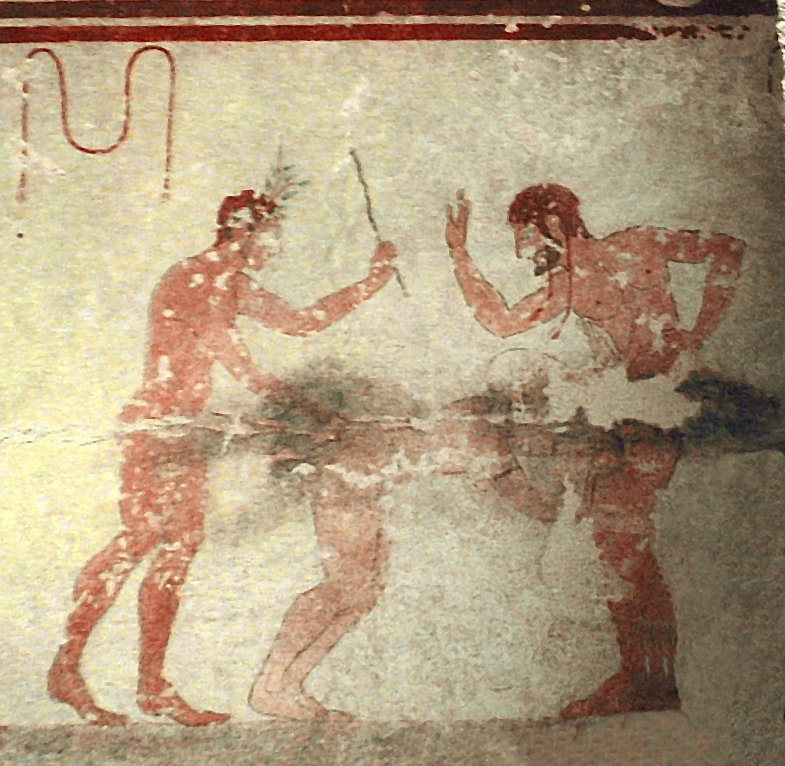
Tumba de la flagelación.
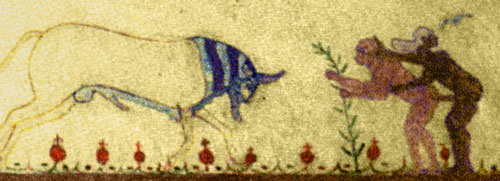
Tumba de los toros.
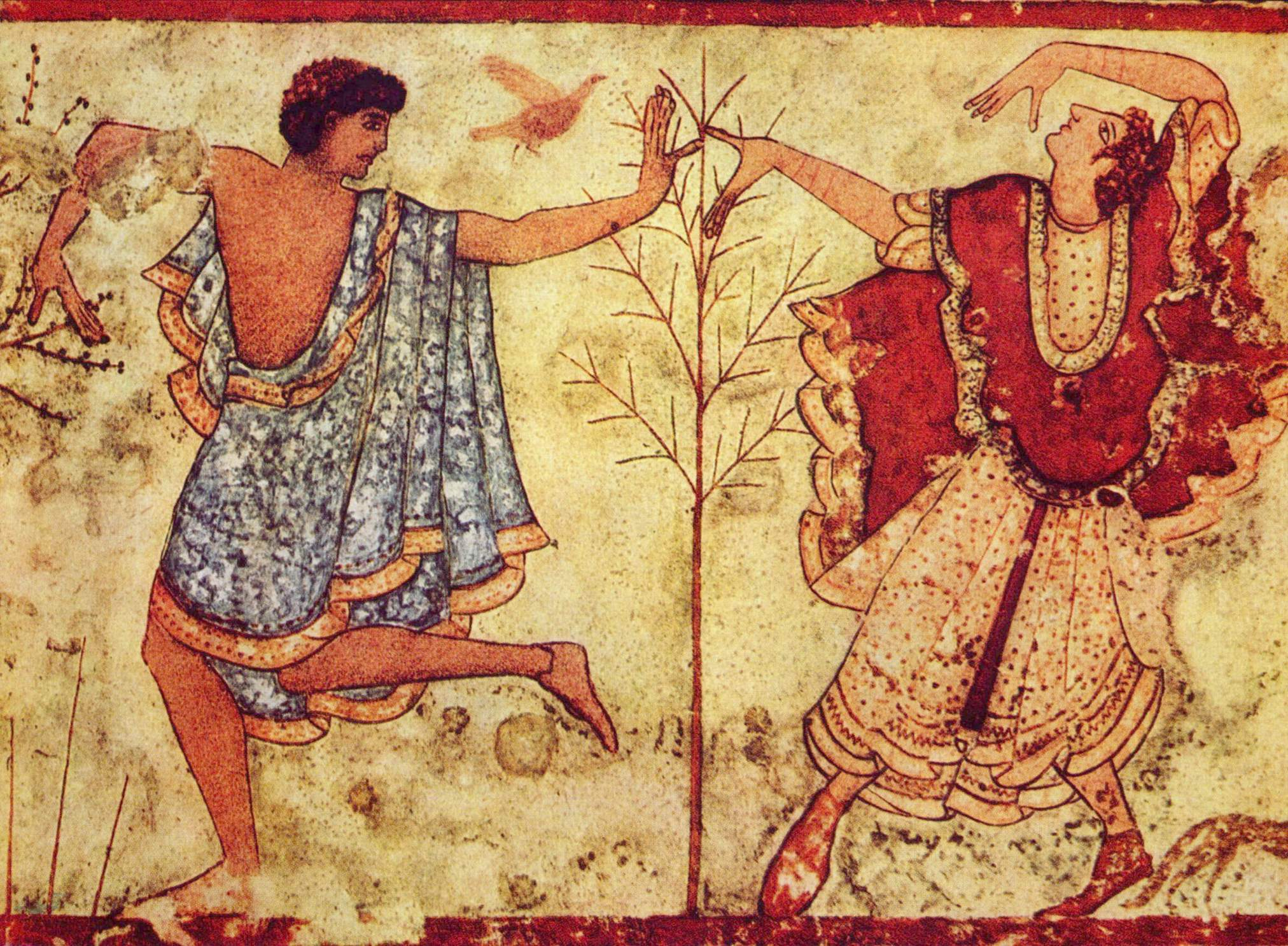
Tumba del Triclinio.
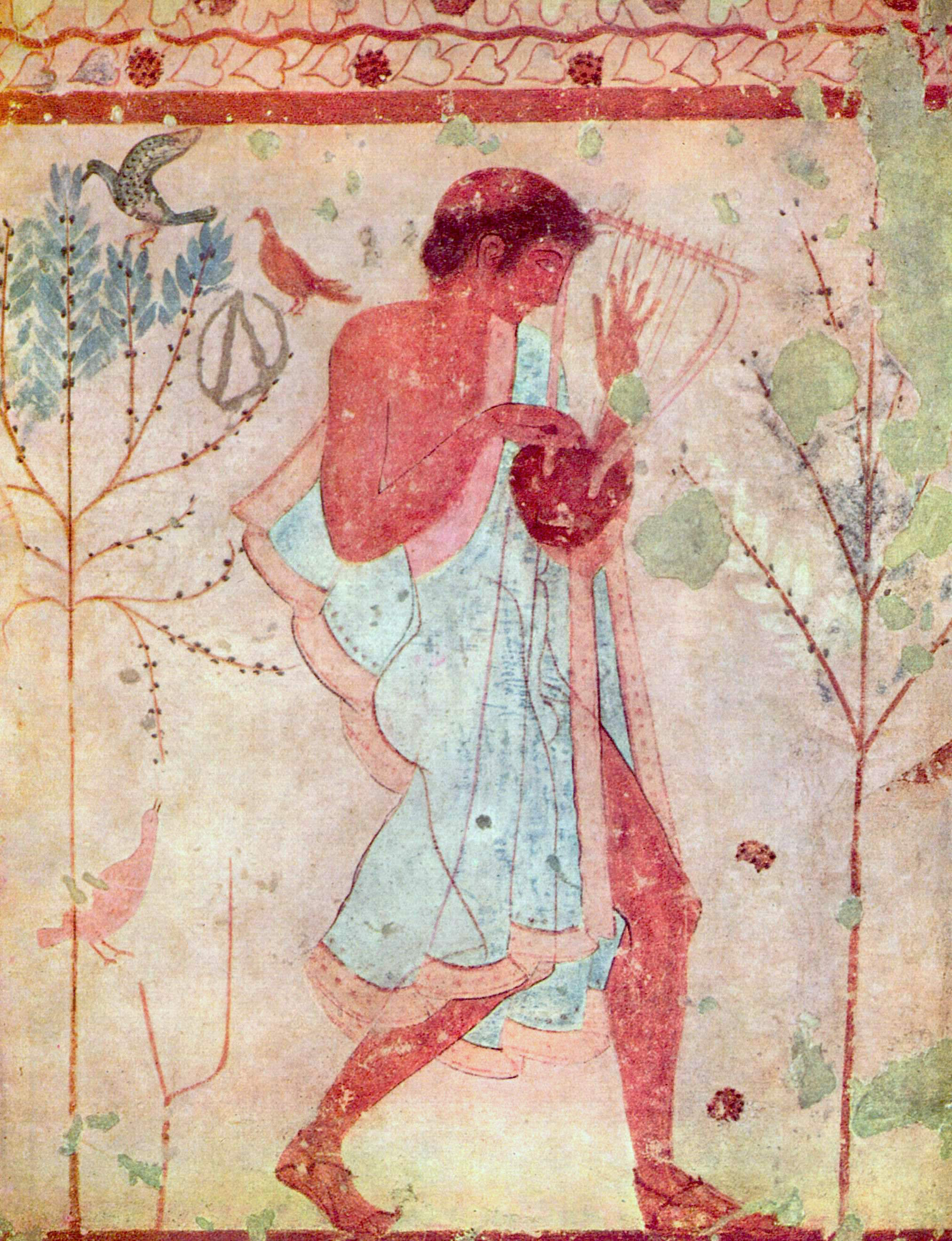
Jugador, un fresco de la Tumba de Triclinio.
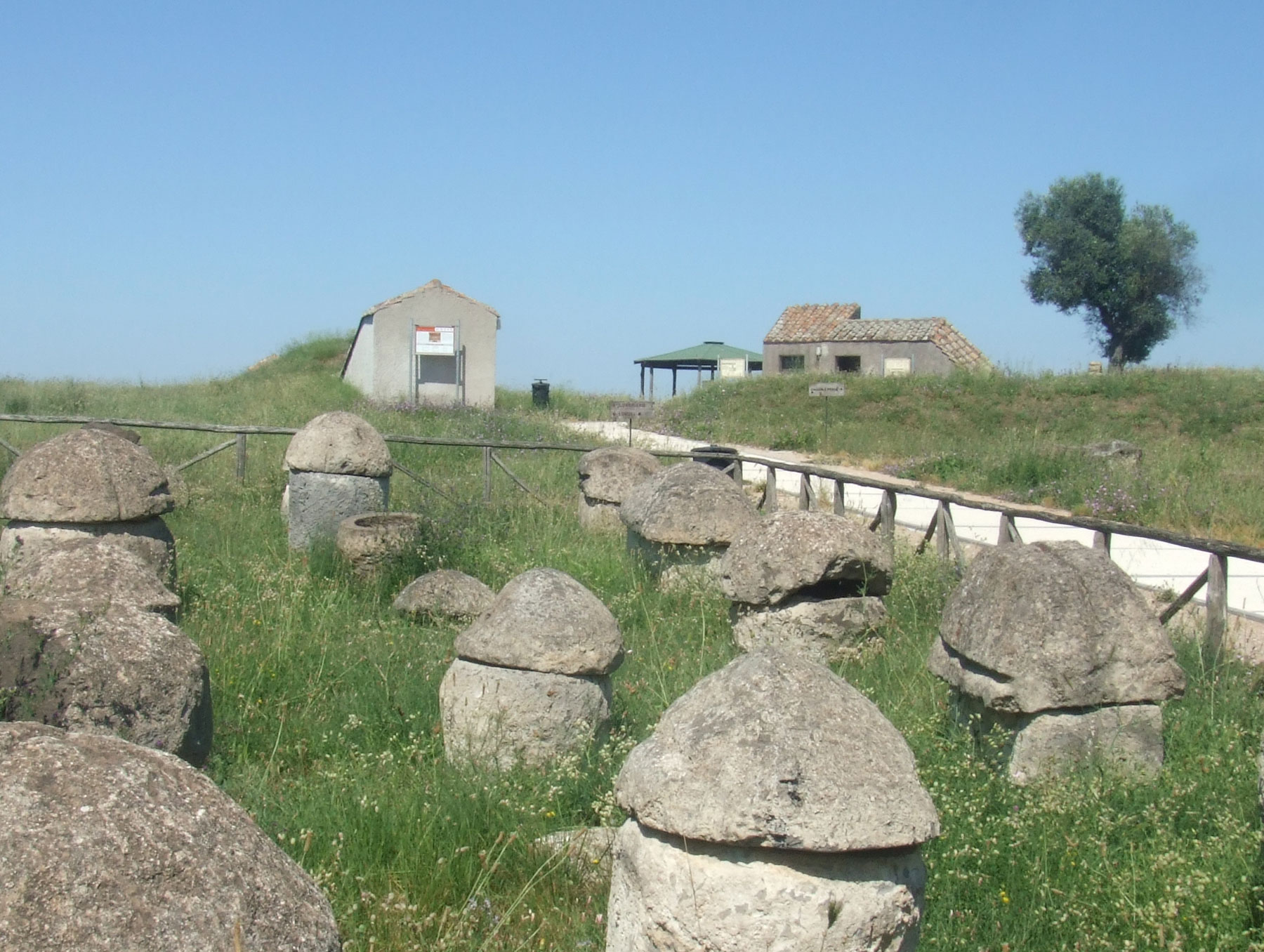
Campos de urnas y cabañas de acceso chozas a la necrópolis.
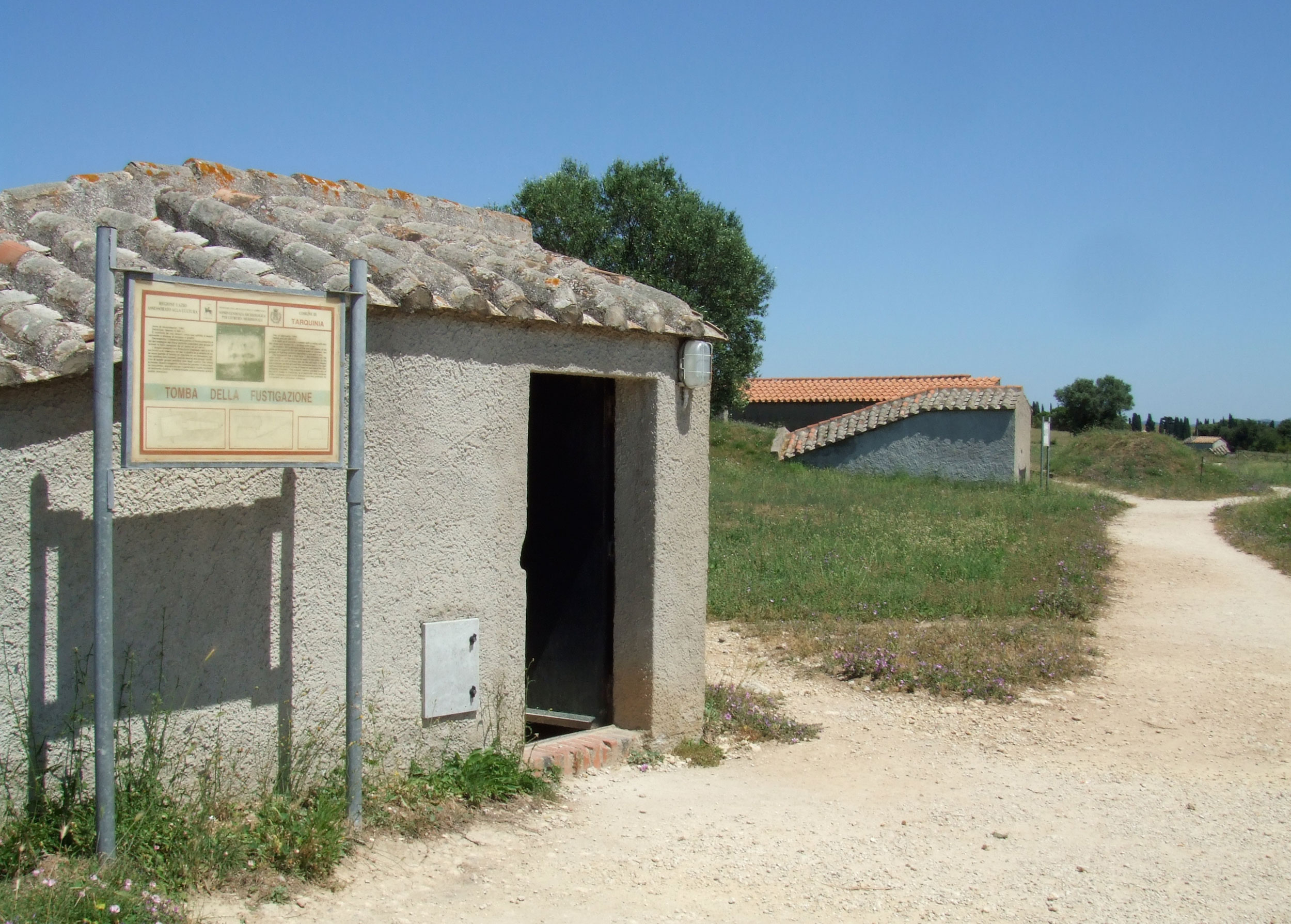
Entrada a la Tumba de la flagelación.